# Одеський дитячий трамвай
Одеський дитячий трамвай — транспортна система в місті Одеса (Україна), що існувала в 1956-1960 роках, щось середнє між дитячою залізницею і міським трамваєм.
Подібний об'єкт в СРСР був споруджений ще до війни в місті Шахти Ростовської області (Грушевський, Донецької губернії), але і він не зберігся. Також, в Ростові-на-Дону, в навчальному містечку дитячої автошколи в парку Островського існував дитячий трамвай, приблизно до 1980 року, але практично не працював, єдиний вагончик стояв на рейковій колії закритим, рейки від нього залишилися досі.  
Одеський дитячий трамвай — колія завдовжки 520 метрів (колія 1000 мм) з однією станцією і одним вагоном бельгійської фабрики Nivelles. Розташований був у парку імені Шевченка. Вже у 1963 році був повністю демонтований. 

Посадкова платформа на рівні Обсерваторського провулка зберігалася приблизно до початку 1970-х років. Сьогодні про лінію нагадують тільки збережені на колишньому місці металеві опори контактної мережі, які використовуються для освітлення пішохідної алеї парку.